# Сент-Савин
Сент-Сави́н (фр. Sainte-Savine) — коммуна во Франции, находится в регионе Шампань — Арденны. Департамент — Об. Административный центр кантона Сент-Савин. Округ коммуны — Труа.
Код INSEE коммуны — 10362.
Коммуна расположена приблизительно в 140 км к юго-востоку от Парижа, в 80 км южнее Шалон-ан-Шампани, в 2 км к западу от Труа.

## Население
Население коммуны на 2008 год составляло 10 097 человек.
| 1962   | 1968   | 1975   | 1982 | 1990 | 1999   | 2008   |
| ------ | ------ | ------ | ---- | ---- | ------ | ------ |
| 11 864 | 11 622 | 10 561 | 9614 | 9495 | 10 125 | 10 097 |

## Администрация
| Период | Период | Фамилия      | Партия                         | Примечания                           |
| ------ | ------ | ------------ | ------------------------------ | ------------------------------------ |
| 1975   | 1977   | Пьер Будине  |                                |                                      |
| 1977   | 1983   | Морис Жирар  |                                |                                      |
| 1983   | 2001   | Ален Куайо   | Союз за французскую демократию | член генерального совета (1988—2001) |
| 2001   |        | Жан-Жак Арно | Социалистическая партия        |                                      |

## Экономика
В 2007 году среди 6542 человек в трудоспособном возрасте (15—64 лет) 4887 были экономически активными, 1655 — неактивными (показатель активности — 74,7 %, в 1999 году было 74,5 %). Из 4887 активных работали 4375 человек (2136 мужчин и 2239 женщин), безработных было 512 (233 мужчины и 279 женщин). Среди 1655 неактивных 660 человек были учениками или студентами, 592 — пенсионерами, 403 были неактивными по другим причинам.

## Достопримечательности
- Церковь XVI века. Памятник истории с 1921 года[3]
- Могильный курган. Памятник истории с 1965 года[4]
- Бывшее здание мэрии (1932 год). Памятник истории с 2007 года[5]

## Города-побратимы
- Райхенбах-на-Фильсе (Германия)

## Фотогалерея
- Сент-Савин
- Крест на могильном кургане
- Карта коммуны